# Informe Taylor

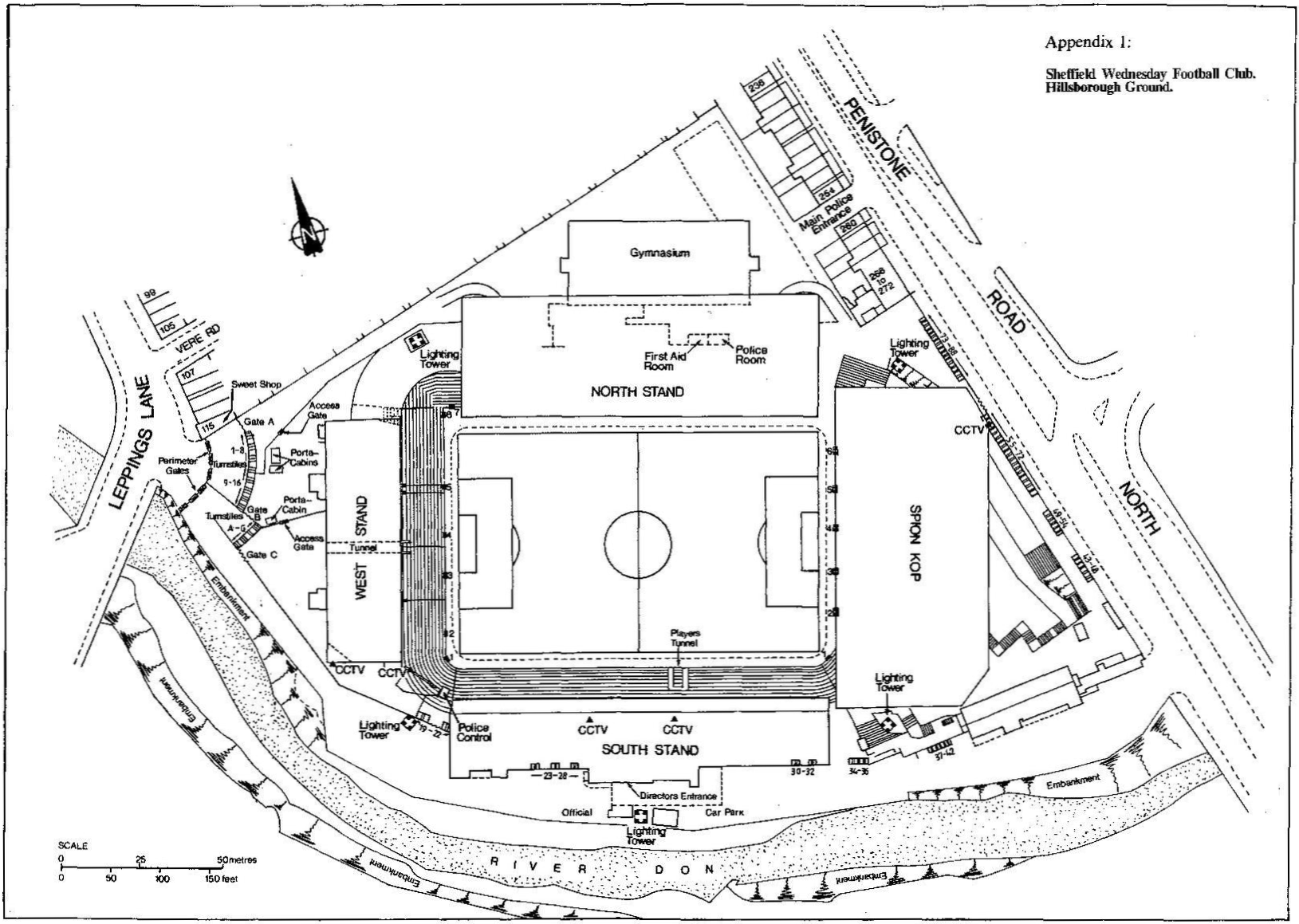
Informe provisional de Hillsborough Taylor Cm765 - Apéndice 1 Sheffield Wednesday Football

El informe Taylor es un paquete de medidas y recomendaciones elaborado a partir de una investigación, ordenada por el Gobierno del Reino Unido, que sirvió para reducir el vandalismo y aumentar la seguridad en los estadios británicos. El documento fue publicado en 1990 y lleva el nombre de su supervisor, Lord Taylor of Gosforth.
El 15 de abril de 1989, durante la semifinal de la FA Cup entre Liverpool FC y Nottingham Forest, 96 aficionados murieron aplastados contra las vallas de seguridad por una avalancha humana, en lo que se conoció como la tragedia de Hillsborough. A causa de este incidente, el Gobierno británico de Margaret Thatcher ordenó una investigación para mejorar la seguridad en los estadios y reducir el vandalismo de los seguidores más violentos, también conocidos como hooligans.
En agosto de ese mismo año se publicó un informe interno, y el documento final salió a la luz en enero de 1990. En sus conclusiones se estableció como recomendación que todos los estadios de fútbol profesionales estuvieran provistos de asientos, por lo que el Gobierno británico decidió eliminar por completo las tradicionales localidades de pie. También se eliminaron las vallas de seguridad alambradas, se recomendaba no vender bebidas alcohólicas, se mejoraron los accesos para evacuar rápidamente el estadio en caso de emergencia, se priorizaron las ventas de abonos de temporada y se instalaron cámaras de video entre otras medidas.
La mayoría de clubes subieron las entradas para acometer las reformas, y llegaron a necesitar préstamos adicionales otorgados por el Estado. Sin embargo, algunos equipos ya habían comenzado a reformar sus estadios antes de la introducción de la norma, como la construcción del estadio McDiarmid Park por parte del escocés St. Johnstone. La normativa afectó especialmente a Inglaterra y Escocia, las dos ligas más importantes del fútbol británico, mientras que en Irlanda del Norte varios campos mantienen localidades de pie.